# Meteorologiåret 2005

## Händelser

### Januari
- Januari – Vid Stockholms observatorium i Sverige uppmäts den mildaste inledningen på en januarimånad någonsin, med medeltemperaturen + 3.7 °C.[1]
- 1 januari-31 december
  - 2005 blir det varmaste året som någonsin uppmätts i världen.[2]
  - Antalet tropiska stormar på Atlanten slår under året nytt rekord med 23 stycken [3].
- 7-8 januari – Den värsta översvämningen sedan 1822 i Carlslie i England, Storbritannien inträffar [4].
- 8-9 januari – En stark storm drabbar norra Europa, däribland södra Sverige. Minst 18 personer dödas, 300 000 hushåll och 75 miljoner kubikmeter skog fälls [5].
- 11 januari – I Stekenjokk, Sverige uppmäts den högsta tiominutersmedelvinden någonsin i Sverige, 44 meter per sekund uppe på en fjälltopp 1 037 meter över havet [6].
- 12 januari – I Sønderborg, Danmark uppmäts temperaturen + 12,4 °C, vilket blir Danmarks högst uppmätta temperatur för månaden [7].
- 27 januari - Nya beräkningar, administrerade av forskare vid Oxfords Universitet visar att en fördubbling av halten koldioxid i jordens atmosfär kommer att leda till en ökning av jordens yttemperatur på mellan 2°C och 11°C, med en största sannolikhet för en ökning på 3,4°C.

### Februari
- 12-14 februari - Snön lägger sig återigen över stora delar av Sverige, med mer snö i söder och kallt och klart i norr.[1]
- 16 februari - Kyotoprotokollet träder i kraft.[1]
- 20 februari – Vid Nanortalik, Grönland uppmäts temperaturen + 16.0 °C, vilket blir Grönlands högst uppmätta temperatur för månaden [8].

### Mars
- 1 mars - Under den stränga vinterkylan i Sverige uppmäts -39 °C i Gielas i södra Lapplandsfjällen.[1]
- 2 mars - Under den stränga vinterkylan i Sverige uppmäts hela -25 °C i Uppsala.[1]
- 22 mars - Lagom till påsk lyckas våren leta sig norrut i Sverige.[1]

### April
- 22 april - Endast 0.22 millimeter nederbörd faller över Karlshamn, Sverige under månaden, och därmed slås 1934 års rekord på 3 millimeter.[1]
- 22-27 april - Uppehåll råder vid samtliga observationssationer i hela Sverige.[1]

### Maj
- 17 maj – Ett sent snöfall rapporteras i Medelpad, Sverige. 20 centimeter uppmäts i Liden [9].
- 26 maj – Högsommarvärmen kommer till Sverige då + 25.7 °C uppmäts i Oskarshamn.[1]
- 28 maj – Under högsommarvärmen i Sverige uppmäts + 28.6 °C i Torup.[1]

### Juni
- Juni – Värmeböljan i Sverige kommer av sig vid månadens början, med frostnätter även i söder. Svenska Lappland drabbas av översvämningar innan högsomamrvärmen återvänder lagom till midsommarafton.[1]
- 16 juni – Vattenståndet i Sorsele i Sverige är en halv meter högre än vid en normal vårflod. Kraftiga vattenmassor och ihållande regn har skurit av gäarna från Ammarnäs, och invånarna får resa med båt i stället för bi. På morgonen passerar 1 067 kubikmeter vatten Sorsela per sekund.[1]
- 25 juni – 944 millimeter (37 inch) nederbörd faller over Mumbai, Indien och dödar över 25 personer samt slår 1910 års indiska nederbördsrekord för 24 timmar [10].

### Juli
- Juli – I Dome A, Östantarktis uppmäts temperaturen −82.5 °C (−116.5 °F), vilket blir Östantarktis lägst uppmätta temperatur någonsin [11].
- 2-10 juli - Karesuando, Sverige upplever sin längsta värmebölja sedan 1972 [12].
- 5-13 juli – En värmebölja med temperaturer kring + 30 °C drabbar Sverige med den värsta algblomningen på flera år som följd, men följs sedan av en regnig period.[1]
- 9 juli – Orkanen Dennis sveper in över Kuba och Haiti i 2400 kilometer i timmen och fortsätter sedan vidare mot Florida i USA. Minst 32 människor har omkommit i Karibien och tusentals blivit utan hem.[1]
- 12 juli – I Gladhammar, Sverige uppmäts + 32.8 °C, vilket blir den högsta temperaturern under 2005 års svenska sommar.[1]
- 18 juli – Algerna i Sverige börjar dra sig tillbaka då vädret blivit svalt och blåsigt.[1]

### Augusti
- 29 augusti-september - Orkanen Katrina härjar i de södra delarna av USA.[1]
- 18 augusti-7 september – Efter häftiga skyfall i Sverige blir det återigen varmt och soligt, även om det i söder bara är de sista dagarna som värmen stannar kvar.[1]

### September
- September - Södra Sverige upplever en torr septembermånad. Umeå upplever sin soligaste septembermånad sedan 1976, Visby sedan mätningarna började 1952 [13].
- September-oktober - Sverige upplever så kallad brittsommar [14].
- 13 september – 179,5 millimeter nederbörd faller över Sunnhordland, Norge i samband med Ovädret Kristin vilket innebär norskt dygnsnederbördsrekord för månaden [15].

### Oktober
- Oktober – Med medeltemperaturen + 12,2 °C, 2-3 grader över det normala,, upplever Lindesnes fyr Norges varmaste oktobermånad någonsin [16].
- 11 oktober – I Norge noteras norskt värmerekord för månaden med + 25,6 °C [16].
- 24 oktober – Orkanen Wilma härjar i Key West, med vindstyrka på upp till 50 sekundmeter.[2]
- 25 oktober - Visby, Sverige tangerar på natten mot denna dag sitt köldrekord för månaden från 1973 med -6.0°C, lägsta värdet där sedan 1880 [17].

### November
- November - Sverige upplever en ovanligt mild novembermånad [18].
- 4 november – Nya värmerekord för månaden uppmäts i Sverige, framför allt i södra Svealand och norra Götaland, med bland annat + 14.2 °C i Göteborg och + 14.0 °C i Örebro.[2]
- 21 november – I Bom Jesus, Piauí, Brasilien uppmäts temperaturen + 44.7 °C (112.4 °F), vilket blir Brasiliens högst uppmätta temperatur någonsin [19].
- 30 november – Så gott som hela Sverige ligger nu snötäckt.[2]

### December
- 20 december - Stora mängder snö faller i södra Sverige [20].
- 29 december - 29 centimeter snö uppmäts i Kristianstad, Sverige vilket blir högsta decembervärdet där sedan 1976 [20].

### Okänt datum
- Amazonas i Brasilien drabbas av svår torka [21].
- Svenska Klimat- och sårbarhetsutredningen bildas.[22]

## Avlidna
- 2 september – James C. Sadler, amerikansk meteorolog.
- 21 september – Joseph Smagorinsky, amerikansk meteorolog.
- Okänt datum – Hsiao-Lan Kuo, kinesisk-amerikansk matematiker och meteorolog.

### Fotnoter
1. 1 2 3 4 5 6 7 8 9 10 11 12 13 14 15 16 17 18   När Var Hur 2006. DN
2. 1 2 3 4   När Var Hur 2007. DN
3. ↑  SMHI Arkiverad 27 oktober 2012 hämtat från the Wayback Machine.
4. ↑  Met Office
5. ↑  Faktakalendern 2006, Semic, 2005
6. ↑  SMHI
7. ↑  Vejrekstremer i Danmark Arkiverad 19 januari 2013 hämtat från the Wayback Machine. DMI
8. ↑  DMI
9. ↑  SMHI
10. ↑  "Rain wreaks havoc in Mumbai", Tribune of India, June 27, 2005
11. ↑  Web Team (5 september 2005). ”''Australian Antarctic Division''”. Aad.gov.au. http://www.aad.gov.au/weather/aws/dome-a/index.html. Läst 20 augusti 2010.
12. ↑  SMHI Arkiverad 27 november 2012 hämtat från the Wayback Machine.
13. ↑  SMHI Arkiverad 14 juni 2015 hämtat från the Wayback Machine.
14. ↑  SMHI
15. ↑  MET
16. 1 2  ”MET”. Arkiverad från originalet den 15 december 2010. https://web.archive.org/web/20101215194451/http://met.no/?module=Articles;action=Article.publicShow;ID=7494. Läst 6 februari 2011.
17. ↑  SMHI Arkiverad 27 november 2012 hämtat från the Wayback Machine.
18. ↑  SMHI Arkiverad 4 januari 2014 på WebCite
19. ↑  ”Piauí tem a temperatura mais alta em 96 anos (Piauí has the highest temperature in 96 years)”. Terra. 26 november 2005. http://noticias.terra.com.br/brasil/interna/0,,OI771459-EI306,00.html. Läst 1 oktober 2010.
20. 1 2  SMHI Arkiverad 27 november 2012 hämtat från the Wayback Machine.
21. ↑  John Pohlmans blogg 6 februari 2011 - Två hundraårstorkor på fem år Arkiverad 8 februari 2011 hämtat från the Wayback Machine.
22. ↑   När Var Hur 2008. DN